# Willow (album)
Willow è il terzo album in studio della cantante statunitense omonima, pubblicato il 19 luglio 2019 su etichette discografiche MSFTS Music e Roc Nation.

## Descrizione
Willow e il suo tour promozionale sono stati annunciati sui social media dell'artista il 24 giugno, mentre le date del tour sono state rese note quattro giorni dopo.
L'album include una collaborazione con suo fratello Jaden ed è il seguito del suo ultimo progetto The 1st (2017). È stato scritto e prodotto interamente da Willow. Le tracce presentano temi come la rivalsa femminile, le relazioni amorose, le contraddizioni delle emozioni umane e l'essere nati nella generazione sbagliata.
Il precedente disco della cantante, The 1st, incorporava il sound del rock alternativo degli anni '90 e l'ha vista paragonata a Tori Amos, Tracy Chapman e Alanis Morissette. Il lavoro successivo si rifà invece alla musica psichedelica. Le canzoni sono state descritte come appartenenti ai generi folk psichedelico, soul psichedelico, dream pop e contemporary R&B.

## Tracce
Testi e musiche di Willow.
1. Like a Bird – 2:49
2. Female Energy, Part 2 – 2:54
3. Time Machine – 2:24
4. PrettyGirlz – 2:49
5. Samo Is Now – 2:07
6. Then (Interlude) – 0:58
7. U Know (feat. Jaden Smith) – 3:06
8. Overthinking It – 5:28

## Formazione
- Willow – voce, produzione
- Jabs – voce, produzione
- Mel "Chaos" Lewis – produzione
- James Chul Rim – produzione, registrazione, missaggio
- Calvin Baliff – ingegneria del suono
- Phil Scott – ingegneria del suono
- Zach Brown – produzione, registrazione, missaggio
- Oren Pine – batteria